# Седеска джамия
Седеска джамия (на гръцки: Τζαμί του Σέδες, Τζαμί Θέρμης) е недействащ мюсюлмански храм в солунското градче Седес (Терми).
Сградата е най-старата в градчето. Построена в края на XVII или началото на XVIII век. Оцеляло е над шерефето и минарето, което има квадратна основа и дълго цилиндрично тяло с шерефе. В 1991 година джамията е обявена за паметник на културата.